# Ashleigh Barty
Ashleigh „Ash“ Barty, AO (* 24. April 1996 in Ipswich, Queensland) ist eine ehemalige australische Tennis- und Cricketspielerin. Die größten Erfolge in ihrer Karriere waren der Gewinn der French Open 2019, der Wimbledon Championships 2021 und der Australian Open 2022. Am 24. Juni 2019 wurde sie erstmals die Nr. 1 der Weltrangliste. Bis zu ihrem Rücktritt im März 2022 führte Barty mit einer Unterbrechung von lediglich vier Wochen die Weltrangliste an.

## Karriere
| Rang                    | Tennisspielerin     | Wochen |
| ----------------------- | ------------------- | ------ |
| 1.                      | Steffi Graf         | 377    |
| 2.                      | Martina Navratilova | 332    |
| 3.                      | Serena Williams     | 319    |
| 4.                      | Chris Evert         | 260    |
| 5.                      | Martina Hingis      | 209    |
| 6.                      | / Monica Seles      | 178    |
| 7.                      | Iga Świątek         | 125    |
| 8.                      | Ashleigh Barty      | 121    |
| 9.                      | Justine Henin       | 117    |
| Stand: 14. Oktober 2024 |                     |        |

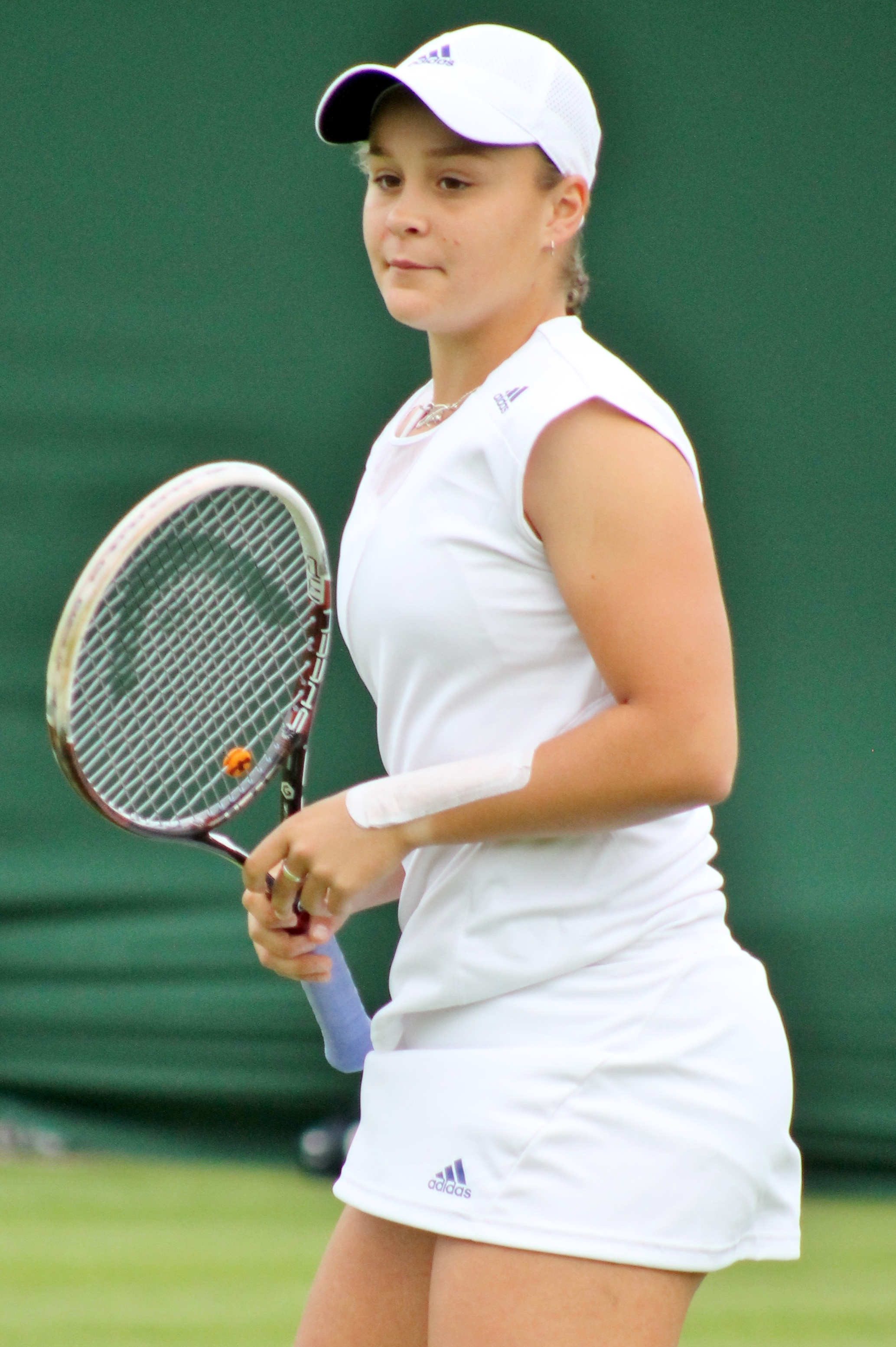
Ashleigh Barty 2013 in Wimbledon

Barty gehört ethnisch durch ihre Urgroßmutter väterlicherseits zu den Ngarigo-Aborigines. Sie wurde von Tennisverband Tennis Australia zum National Indigenous Tennis Ambassador ernannt. Sie begann im Jugendalter mit dem Tennissport. Bei ihrem erst zweiten ITF-Turnier in Mount Gambier im Oktober 2010 gelang Barty der Einzug ins Halbfinale. 2011 gewann sie den Juniorinnen-Wettbewerb in Wimbledon. Im selben Jahr erreichte sie bei den US Open das Halbfinale der Juniorinnen. Im Dezember erspielte sie sich eine Wildcard für die folgenden Australian Open.
Anfang 2012 scheiterte Barty beim WTA-Turnier in Brisbane in der Qualifikation klar mit 1:6, 2:6 an Vania King. Auch in Hobart schied sie in der Qualifikation aus – 2:6, 2:6 gegen Bethanie Mattek-Sands. Bei den Australian Open verlor sie ihr Auftaktmatch gegen Anna Tatischwili. Im Februar und März gewann sie zwei ITF-Turniere in Serie, zunächst in Sydney, anschließend ohne Satzverlust in Mildura. Mitte März stand sie im Endspiel des Sandplatzturniers von Ipswich. Bei den French Open verlor sie, ausgestattet mit einer Wildcard, in Runde eins gegen die an Nummer vier gesetzte spätere Halbfinalistin Petra Kvitová.
Beim WTA-Turnier in Brisbane stieß sie 2012 an der Seite ihrer Landsfrau Casey Dellacqua bis ins Halbfinale vor. Bei den Australian Open standen die beiden 2013 dann erstmals im Endspiel eines Grand-Slam-Turniers, in dem sie sich jedoch der topgesetzten Paarung Sara Errani/Roberta Vinci in drei Sätzen geschlagen geben mussten. Beim Rasenturnier in Birmingham gewannen sie ihren ersten gemeinsamen WTA-Titel, für Barty war es der erste Titel auf der WTA Tour überhaupt. In Wimbledon erreichten Barty und Dellacqua ebenfalls das Finale, sie unterlagen dort nach umkämpftem ersten Satz (Tiebreak) Hsieh Su-wei und Peng Shuai in zwei Sätzen.
Nach den US Open im September 2014 nahm sich Ashleigh Barty eine Auszeit, eine weitere folgte im Oktober 2015. Sie ließ damals offen, wie lange die Auszeiten andauern würden. In dieser Zeit widmete sie sich professionell dem Cricket, einem Sport, den sie in ihrer Kindheit nicht ausübte und erst später erlernte. Zunächst absolvierte sie ein Spiel für Queensland in der Women’s National Cricket League, bevor sie für die Brisbane Heat in der Women’s Big Bash League (WBBL) antrat und für diese neun Spiele in einer Spielzeit absolvierte. Der Teamsport und das Mannschaftsgefüge, erklärte sie rückblickend, hätten ihr sehr gutgetan.
Einige Wochen nach dem Ende ihrer ersten Cricket-Saison gab Barty ihre Rückkehr in den Tennissport bekannt. Eigener Aussage zufolge hatte Casey Dellacqua sie zur Rückkehr zum Tennis bewegt: „Sie hat mich in den Sport zurückgebracht. Und hat es mir gleichzeitig ermöglicht, mich zu entfalten und als Person zu wachsen.“ Barty gewann im Februar 2016 an der Seite ihrer Landsfrau Jessica Moore einen weiteren ITF-Titel. In dieser Saison und insbesondere in der Saison 2017 verbesserte sich ihre Leistung stets. So gewann sie in Kuala Lumpur die Titel im Einzel- und im Doppelwettbewerb. Ferner kam sie in Wuhan ins Finale. Sie besiegte mit Venus Williams in Cincinnati zum ersten Mal in ihrer Karriere eine Spielerin, die in den Top Ten der Weltrangliste stand. Aufgrund ihres Erfolges beendete sie die Saison unter den zwanzig besten Spielerinnen.
Im September 2018 holte Barty bei den US Open im Doppel mit Coco Vandeweghe ihren ersten Grand-Slam-Titel. Im März 2019 gewann sie das Einzel der Miami Open. Damit konnte sie erstmals in ihrer Karriere ein Turnier der Wertung „Premier Mandatory“ gewinnen. Gleichzeitig zog Barty zum ersten Mal in die Top Ten der Einzel-Weltrangliste ein. Im Jahr zuvor hatte sie das Turnier noch im Doppel zusammen mit Coco Vandeweghe gewonnen. Drei Monate darauf erreichte Barty bei den French Open ihr erstes Endspiel bei einem Grand-Slam-Turnier, welches sie in zwei Sätzen gegen Markéta Vondroušová gewann. Sie wurde zur ersten Australierin seit 2011, als Samantha Stosur die US Open gewinnen konnte, die bei einem Grand-Slam-Turnier triumphierte. Mit Bartys Turniersieg bei den Nature Valley Classic in Birmingham im Juni 2019 über Julia Görges übernahm sie zum ersten Mal in ihrer Karriere die Führung in der Weltrangliste. Sie ist die zweite Australierin überhaupt (nach Evonne Goolagong Cawley 1976), der dies gelang. Im Doppel-Ranking hielt sie zeitgleich die Position fünf in der Weltrangliste. Am Ende der Saison gewann Barty zum ersten Mal die WTA Championships in Shenzhen. Nach einem Zweisatzsieg im Finale gegen die Titelverteidigerin Elina Switolina beendete Barty die Spielzeit an der Spitze der Weltrangliste. Das Turnier brachte ihr beinahe vier Millionen Euro an Preisgeld ein, was der höchsten jemals ausgezahlten Prämie im Tennissport entsprach.
Im Januar 2020 wurde Barty ihrer Favoritenrolle als Weltranglistenerste beim Adelaide International gerecht als sie das Turnier mit einem Finalsieg gegen Dajana Jastremska gewann. Bei den Australian Open 2020 gelangte Barty ins Halbfinale, wo sie gegen die spätere Siegerin Sofia Kenin in zwei Sätzen verlor. Barty trat 2020 nur noch in Doha an, der Rest der Saison fiel wegen der COVID-19-Pandemie zunächst aus, bei den im zweiten Halbjahr 2020 ausgetragenen Turnieren verzichtete Barty dann freiwillig auf eine Teilnahme. Aufgrund des eingefrorenen Ranglistensystems blieb Barty trotz der wenigen Turniere zum Jahresabschluss Weltranglistenerste.
2021 begann für Barty mit einem Triumph bei dem für die Spielzeit neugeschaffenen Yarra Valley Classic. Ihr Versuch, bei den Australian Open einen Grand-Slam-Titel im eigenen Land zu gewinnen, scheiterte im Viertelfinale, als sie in drei Sätzen gegen Karolína Muchová verlor. Daraufhin pausierte Barty bis zu den Miami Open, wo sie ihren Titel aus dem Jahr 2019 verteidigen konnte. Es war Bartys erster Auftritt außerhalb ihres Heimatlandes seit über einem Jahr und ihre erste Titelverteidigung im Einzel überhaupt. Im April 2021 gewann Barty sowohl das Einzelturnier, als auch an der Seite von Jennifer Brady das Doppelturnier in Stuttgart. In Stuttgart beide Konkurrenzen in einem Jahr zu gewinnen gelang zuletzt Lindsay Davenport im Jahr 2001. Im Juli des Jahres gewann Barty ihr zweites Grand-Slam-Turnier im Einzel. Nachdem sie im Halbfinale Angelique Kerber bezwang, gewann Barty im Finale der Wimbledon Championships gegen Karolína Plíšková mit 6:3, 6:7 (4:7) und 6:3. Sie war die erste Weltranglisten- und Setzlistenerste seit 2016, die das Turnier in Wimbledon gewinnen konnte. Bei den Olympischen Spielen in Tokio schied Barty im Einzel bereits in der ersten Runde aus, im Mixed gewann sie gemeinsam mit John Peers die Bronzemedaille. Im August gewann sie das WTA-1000-Turnier in Cincinnati, schied danach aber bei den US Open bereits in der dritten Runde gegen Shelby Rogers aus. Anschließend bestritt sie keine Spiele mehr. Am 23. Oktober gab sie bekannt, dass sie die Saison abbreche und auch nicht an den WTA Finals in Guadalajara teilnehmen werde, für die sie als Nummer eins der Qualifikationsrangliste qualifiziert gewesen wäre. Als Grund gab sie Erschöpfung und den Wunsch an, die Vorbereitungen auf die Australian Open nicht zu gefährden.
Zu Saisonbeginn sicherte sich Barty in Adelaide ihren 14. Turniersieg auf der WTA Tour. Ihren dritten Grand-Slam-Titel im Einzel gewann Barty bei den Australian Open 2022. Sie gab im Verlauf des Turniers keinen Satz ab und siegte im Finale gegen die US-Amerikanerin Danielle Collins mit 6:3, 7:6 (7:2). Barty wurde damit die erste Australierin seit Chris O’Neil (1978), die in Melbourne siegreich war.
Im Fed Cup absolvierte Barty 19 Partien für Australien. Dabei gewann sie sieben ihrer neun Doppelpartien sowie elf ihrer dreizehn Einzel. Das beste Ergebnis erreichte Barty 2019, als sie mit ihrem Team im Finale gegen Frankreich verlor.
Am 23. März 2022 gab Barty zum zweiten Mal in ihrer Karriere ihren Rücktritt vom professionellen Tennissport bekannt. In einem Interview mit ihrer Freundin und ehemaligen Doppelpartnerin Casey Dellacqua sagte Barty, dass sie nicht mehr den körperlichen Antrieb und das emotionale Verlangen habe, um an der Spitze zu bleiben, und dass sie generell erschöpft sei. Barty ist nach Justine Henin im Jahr 2008 die zweite Spielerin seit 1970, die ihre Karriere als Weltranglistenerste der WTA beendete. Zugleich ließ sie ihren Namen aus der Weltrangliste streichen.

## Turniersiege

### Einzel
| Nr. | Datum            | Turnier         | Kategorie              | Belag             | Finalgegnerin       | Ergebnis         |
| --- | ---------------- | --------------- | ---------------------- | ----------------- | ------------------- | ---------------- |
| 1.  | 19. Februar 2012 | Sydney          | ITF $25.000            | Hartplatz         | Olivia Rogowska     | 6:1, 6:3         |
| 2.  | 26. Februar 2012 | Mildura         | ITF $25.000            | Rasen             | Viktorija Rajicic   | 6:1, 7:68        |
| 3.  | 17. Juni 2012    | Nottingham      | ITF $50.000            | Rasen             | Tatjana Malek       | 6:1, 6:1         |
| 4.  | 28. Oktober 2012 | Traralgon       | ITF $25.000            | Hartplatz         | Arina Rodionowa     | 6:2, 6:3         |
| 5.  | 5. März 2017     | Kuala Lumpur    | WTA International      | Hartplatz         | Nao Hibino          | 6:3, 6:2         |
| 6.  | 17. Juni 2018    | Nottingham      | WTA International      | Rasen             | Johanna Konta       | 6:3, 3:6, 6:4    |
| 7.  | 4. November 2018 | Zhuhai          | WTA Elite Trophy       | Hartplatz (Halle) | Wang Qiang          | 6:3, 6:4         |
| 8.  | 30. März 2019    | Miami (1)       | WTA Premier Mandatory  | Hartplatz         | Karolína Plíšková   | 7:61, 6:3        |
| 9.  | 8. Juni 2019     | French Open     | Grand Slam             | Sand              | Markéta Vondroušová | 6:1, 6:3         |
| 10. | 23. Juni 2019    | Birmingham      | WTA Premier            | Rasen             | Julia Görges        | 6:3, 7:5         |
| 11. | 3. November 2019 | Shenzhen        | WTA Tour Championships | Hartplatz (Halle) | Elina Switolina     | 6:4, 6:3         |
| 12. | 19. Januar 2020  | Adelaide (1)    | WTA Premier            | Hartplatz         | Dajana Jastremska   | 6:2, 7:5         |
| 13. | 7. Februar 2021  | Melbourne       | WTA 500                | Hartplatz         | Garbiñe Muguruza    | 7:63, 6:4        |
| 14. | 3. April 2021    | Miami (2)       | WTA 1000               | Hartplatz         | Bianca Andreescu    | 6:3, 4:0 Aufgabe |
| 15. | 25. April 2021   | Stuttgart       | WTA 500                | Sand (Halle)      | Aryna Sabalenka     | 3:6, 6:0, 6:3    |
| 16. | 10. Juli 2021    | Wimbledon       | Grand Slam             | Rasen             | Karolína Plíšková   | 6:3, 6:74, 6:3   |
| 17. | 22. August 2021  | Cincinnati      | WTA 1000               | Hart              | Jil Teichmann       | 6:3, 6:1         |
| 18. | 9. Januar 2022   | Adelaide (2)    | WTA 500                | Hartplatz         | Jelena Rybakina     | 6:3, 6:2         |
| 19. | 29. Januar 2022  | Australian Open | Grand Slam             | Hartplatz         | Danielle Collins    | 6:3, 7:62        |

### Doppel
| Nr. | Datum             | Turnier      | Kategorie             | Belag           | Partnerin          | Finalgegnerinnen                           | Ergebnis          |
| --- | ----------------- | ------------ | --------------------- | --------------- | ------------------ | ------------------------------------------ | ----------------- |
| 1.  | 16. Juni 2012     | Nottingham   | ITF $50.000           | Rasen           | Sally Peers        | Réka Luca Jani Maria João Koehler          | 7:62, 3:6, [10:5] |
| 2.  | 6. Oktober 2012   | Esperance    | ITF $25.000           | Hartplatz       | Sally Peers        | Victoria Larrière Olivia Rogowska          | 4:6, 7:65, [10:4] |
| 3.  | 3. November 2012  | Bendigo      | ITF $25.000           | Hartplatz       | Sally Peers        | Cara Black Arina Rodionowa                 | 7:612, 7:65       |
| 4.  | 24. November 2012 | Toyota       | ITF $75.000           | Teppich (Halle) | Casey Dellacqua    | Miki Miyamura Varatchaya Wongteanchai      | 6:1, 6:2          |
| 5.  | 23. März 2013     | Innisbrook   | ITF $25.000           | Sand            | Alizé Lim          | Paula Cristina Gonçalves María Irigoyen    | 6:1, 6:3          |
| 6.  | 13. April 2013    | Pelham       | ITF $25.000           | Sand            | Arina Rodionowa    | Kao Shao-yuan Lee Hua-chen                 | 6:4, 6:2          |
| 7.  | 16. Juni 2013     | Birmingham   | WTA International     | Rasen           | Casey Dellacqua    | Cara Black Marina Eraković                 | 7:5, 6:4          |
| 8.  | 24. Mai 2014      | Straßburg    | WTA International     | Sand            | Casey Dellacqua    | Tatiana Búa Daniela Seguel                 | 4:6, 7:5, [10:4]  |
| 9.  | 13. Februar 2016  | Perth        | ITF $25.000           | Hartplatz       | Jessica Moore      | Alison Bai Abbie Myers                     | 3:6, 6:4, [10:8]  |
| 10. | 19. März 2016     | Canberra     | ITF $25.000           | Sand            | Arina Rodionova    | Kanae Hisami Varatchaya Wongteanchai       | 6:4, 6:2          |
| 11. | 26. März 2016     | Canberra     | ITF $25.000           | Sand            | Arina Rodionova    | Eri Hozumi Miyu Katō                       | 5:7, 6:3, [10:7]  |
| 12. | 5. März 2017      | Kuala Lumpur | WTA International     | Hartplatz       | Casey Dellacqua    | Nicole Melichar Makoto Ninomiya            | 7:65, 6:3         |
| 13. | 27. Mai 2017      | Straßburg    | WTA International     | Sand            | Casey Dellacqua    | Chan Hao-ching Chan Yung-jan               | 6:4, 6:2          |
| 14. | 25. Juni 2017     | Birmingham   | WTA Premier           | Rasen           | Casey Dellacqua    | Chan Hao-ching Zhang Shuai                 | 6:1, 2:6, [10:8]  |
| 15. | 1. April 2018     | Miami        | WTA Premier Mandatory | Hartplatz       | Coco Vandeweghe    | Barbora Krejčíková Kateřina Siniaková      | 6:2, 6:1          |
| 16. | 20. Mai 2018      | Rom          | WTA Premier 5         | Sand            | Demi Schuurs       | Andrea Sestini Hlaváčková Barbora Strýcová | 6:3, 6:4          |
| 17. | 12. August 2018   | Montreal     | WTA Premier 5         | Hartplatz       | Demi Schuurs       | Latisha Chan Jekaterina Makarowa           | 4:6, 6:3, [10:8]  |
| 18. | 9. September 2018 | US Open      | Grand Slam            | Hartplatz       | Coco Vandeweghe    | Tímea Babos Kristina Mladenovic            | 3:6, 7:62, 7:66   |
| 19. | 19. Mai 2019      | Rom          | WTA Premier 5         | Sand            | Wiktoryja Asaranka | Anna-Lena Grönefeld Demi. Schuurs          | 4:6, 6:0, [10:3]  |
| 20. | 25. April 2021    | Stuttgart    | WTA 500               | Sand (Halle)    | Jennifer Brady     | Desirae Krawczyk Bethanie Mattek-Sands     | 6:4, 5:7, [10:5]  |
| 21. | 9. Januar 2022    | Adelaide     | WTA 500               | Hartplatz       | Storm Sanders      | Darija Jurak Schreiber Andreja Klepač      | 6:1, 6:4          |

## Turnierbilanz

### Einzel
| Turnier                      | 2010              | 2011              | 2012              | 2013              | 2014              | 2015              | 2016             | 2017              | 2018              | 2019              | 2020              | 2021              | 2022              | Titel / Teiln. | Titel / Teiln. |
| ---------------------------- | ----------------- | ----------------- | ----------------- | ----------------- | ----------------- | ----------------- | ---------------- | ----------------- | ----------------- | ----------------- | ----------------- | ----------------- | ----------------- | -------------- | -------------- |
| Australian Open              | –                 | –                 | 1                 | 1                 | 1                 | –                 | –                | 3                 | 3                 | VF                | HF                | VF                | S                 | 1 / 9          | 1 / 9          |
| French Open                  | –                 | –                 | 1                 | 2                 | 1                 | –                 | –                | 1                 | 2                 | S                 | –                 | 2                 | –                 | 1 / 7          | 1 / 7          |
| Wimbledon                    | –                 | –                 | 1                 | Q1                | Q3                | –                 | Q2               | 1                 | 3                 | AF                | n. a.             | S                 | –                 | 1 / 5          | 1 / 5          |
| US Open                      | –                 | Q1                | –                 | 2                 | 1                 | –                 | –                | 3                 | AF                | AF                | –                 | 3                 | –                 | 0 / 6          | 0 / 6          |
| WTA Finals                   | –                 | –                 | –                 | –                 | –                 | –                 | –                | –                 | –                 | S                 | n. a.             | –                 | –                 | 1 / 1          | 1 / 1          |
| Doha                         | n. a. / a. K.     | n. a. / a. K.     | –                 | –                 | –                 | a. K.             | –                | a. K.             | –                 | a. K.             | HF                | a. K.             | –                 | 0 / 1          | 0 / 1          |
| Dubai                        | –                 | –                 | andere Kategorie  | andere Kategorie  | andere Kategorie  | –                 | a. K.            | –                 | a. K.             | –                 | a. K.             | –                 | a. K.             | 0 / 0          | 0 / 0          |
| Indian Wells                 | –                 | –                 | –                 | –                 | –                 | –                 | –                | –                 | 2                 | AF                | n. a.             | –                 | –                 | 0 / 2          | 0 / 2          |
| Miami                        | –                 | –                 | –                 | –                 | –                 | –                 | –                | 2                 | AF                | S                 | n. a.             | S                 | –                 | 2 / 4          | 2 / 4          |
| Madrid                       | –                 | –                 | –                 | –                 | –                 | –                 | –                | –                 | 2                 | VF                | n. a.             | F                 | –                 | 0 / 3          | 0 / 3          |
| Rom                          | –                 | –                 | –                 | –                 | –                 | –                 | –                | Q2                | 1                 | AF                | –                 | VF                | –                 | 0 / 3          | 0 / 3          |
| Kanada                       | –                 | –                 | –                 | –                 | –                 | –                 | –                | AF                | HF                | 2                 | n. a.             | –                 | –                 | 0 / 3          | 0 / 3          |
| Cincinnati                   | –                 | –                 | –                 | –                 | –                 | –                 | –                | AF                | AF                | HF                | –                 | S                 | –                 | 1 / 4          | 1 / 4          |
| Tokio                        | –                 | –                 | –                 | Q2                | n. a. bzw. a. K.  | n. a. bzw. a. K.  | n. a. bzw. a. K. | n. a. bzw. a. K.  | n. a. bzw. a. K.  | n. a. bzw. a. K.  | n. a. bzw. a. K.  | n. a. bzw. a. K.  | n. a. bzw. a. K.  | 0 / 0          | 0 / 0          |
| Peking                       | –                 | –                 | –                 | –                 | –                 | –                 | –                | 2                 | –                 | F                 | nicht ausgetragen | nicht ausgetragen | nicht ausgetragen | 0 / 2          | 0 / 2          |
| Wuhan                        | nicht ausgetragen | nicht ausgetragen | nicht ausgetragen | nicht ausgetragen | –                 | –                 | –                | F                 | HF                | HF                | nicht ausgetragen | nicht ausgetragen | nicht ausgetragen | 0 / 3          | 0 / 3          |
| Olympische Spiele            | n. a.             | n. a.             | –                 | nicht ausgetragen | nicht ausgetragen | nicht ausgetragen | –                | nicht ausgetragen | nicht ausgetragen | nicht ausgetragen | nicht ausgetragen | 1                 | n. a.             | 0 / 1          | 0 / 1          |
| Billie Jean King Cup         | –                 | –                 | –                 | PO                | HF                | –                 | –                | PO                | PO                | F                 | –                 | –                 | –                 | 0 / 5          | 0 / 5          |
| Statistik                    | Statistik         | Statistik         | Statistik         | Statistik         | Statistik         | Statistik         | Statistik        | Statistik         | Statistik         | Statistik         | Statistik         | Statistik         | Statistik         | S/N            | Sieg%          |
| Turnierteilnahmen            | 3                 | 4                 | 14                | 12                | 12                | 0                 | 4                | 17                | 20                | 15                | 4                 | 13                | 2                 | Gesamt: 120    | Gesamt: 120    |
| Erreichte Finals             | 0                 | 0                 | 6                 | 0                 | 0                 | 0                 | 0                | 3                 | 3                 | 6                 | 1                 | 6                 | 2                 | Gesamt: 27     | Gesamt: 27     |
| Gewonnene Titel              | 0                 | 0                 | 4                 | 0                 | 0                 | 0                 | 0                | 1                 | 2                 | 4                 | 1                 | 5                 | 2                 | Gesamt: 19     | Gesamt: 19     |
| Hartplatz-Siege/-Niederlagen | 3:2               | 6:3               | 20:5              | 4:5               | 10:4              | 0:0               | 0:0              | 30:10             | 27:11             | 38:10             | 11:3              | 21:4              | 11:0              | 181:57         | 76 %           |
| Sand-Siege/-Niederlagen      | 0:1               | 2:1               | 4:2               | 7:5               | 11:5              | 0:0               | 0:0              | 5:3               | 7:5               | 11:2              | 0:0               | 14:4              | 0:0               | 61:28          | 69 %           |
| Rasen-Siege/-Niederlagen     | 0:0               | 0:0               | 10:1              | 0:2               | 2:2               | 0:0               | 12:3             | 6:3               | 12:3              | 8:1               | 0:0               | 7:0               | 0:0               | 57:15          | 79 %           |
| Teppich-Siege/-Niederlagen   | 0:0               | 0:0               | 2:1               | 0:0               | 0:0               | 0:0               | 4:1              | 0:0               | 0:0               | 0:0               | 0:0               | 0:0               | 0:0               | 6:2            | 75 %           |
| Gesamt-Siege/-Niederlagen    | 3:3               | 8:4               | 36:9              | 11:12             | 23:11             | 0:0               | 16:4             | 41:16             | 46:19             | 57:13             | 11:3              | 42:8              | 11:0              | 305:102        | 75 %           |
| Sieg%                        | 50 %              | 67 %              | 80 %              | 48 %              | 68 %              | –                 | 80 %             | 72 %              | 71 %              | 81 %              | 79 %              | 84 %              | 100 %             | Gesamt:        | 75 %           |
| Jahresendposition            | –                 | 669               | 195               | 164               | 218               | –                 | 325              | 17                | 15                | 1                 | 1                 | 1                 | –                 | N/A            | N/A            |

Zeichenerklärung: S = Turniersieg; F, HF, VF, AF = Einzug ins Finale / Halbfinale / Viertelfinale / Achtelfinale; 1, 2, 3 = Ausscheiden in der 1. / 2. / 3. Hauptrunde; RR = Round Robin (Gruppenphase); n. a. = nicht ausgetragen; a. K. = andere Kategorie; PO (Playoff) = Auf- und Abstiegsrunde im Billie Jean King Cup; K1, K2, K3 = Teilnahme in der Kontinentalgruppe I, II, III im Billie Jean King Cup.
Anmerkung: Diese Statistik berücksichtigt alle Ergebnisse im Einzel, so wie es auf der WTA-Seite steht. Dargestellt sind nur WTA-Turniere der Kategorien Premier Mandatory und Premier 5 (2009–2020) bzw. die WTA-Turniere der Kategorie 1000 (seit 2021).

### Doppel
| Turnier         | 2012 | 2013 | 2014 | 2015 | 2016 | 2017 | 2018 | 2019 | 2020 | 2021 | 2022 | Bilanz | Karriere |
| --------------- | ---- | ---- | ---- | ---- | ---- | ---- | ---- | ---- | ---- | ---- | ---- | ------ | -------- |
| Australian Open | 1    | F    | 2    | —    | —    | VF   | 2    | 2    | 2    | 2    | —    | 13:8   | F        |
| French Open     | —    | 1    | VF   | —    | —    | F    | 1    | AF   | —    | —    | —    | 10:5   | F        |
| Wimbledon       | —    | F    | VF   | —    | 1    | VF   | —    | AF   | n.a. | —    | —    | 13:5   | F        |
| US Open         | —    | F    | 1    | —    | —    | 2    | S    | F    | —    | —    | —    | 17:4   | S        |

## Auszeichnungen
- WTA Spielerin des Jahres – 2019[24], 2021[25]
- Officer of the Order of Australia – 2022[26]